# ミナミモア
ミナミモア（1938年 - 1944年）は、日本の競走馬。

## 経歴
1938年、三菱財閥経営の小岩井農場に生まれる。1940年、小岩井農場のセリ市に上場され5万7000円の高額で落札された。なお、同じ牧場で生まれたセントライトは3万2200円である。
1941年3月16日、横浜開催の新呼馬戦でデビューするが、カミワカの2着。次走の新呼馬戦でもロツクフォード2着に敗れ、同30日、クラシック初戦の横浜農林省賞典四歳呼馬（のちの皐月賞）に出走するもセントライトに3馬身差の2着に敗戦した。
5月4日の東京開催での古呼馬で初勝利を10馬身差の圧勝を飾ると東京優駿競走（日本ダービー）でセントライトを抑えて1番人気に支持された。しかし、前夜までの降雨の影響によって重馬場が災いして9着惨敗している。
秋は三冠最終戦の京都農林省賞典四歳呼馬（のちの菊花賞）までに3戦2勝の成績で臨んだがセントライトの2着に惜敗。中山四歳呼馬特別でも11着惨敗するなど脆い一面も覗かせた。
5歳になると古呼馬特殊ハンデを制して帝室御賞典（春）に出走する。パドックで跛行が目立ち関係者を心配させたが、スタートで先頭に立つと6馬身差のレコードタイムで圧勝した。その後脚部不安を悪化させ勇退した。
引退後は種牡馬になったものの、1944年に死亡した。著名な競走馬の血統表には重賞戦線で活躍したトーワカチドキに入っている程度である。

## 血統表
半姉に阪神4歳牝馬勝ち馬のガルモアがおり、近親にクリフジがいるなど活躍馬は多数。
| ミナミモアの血統（サンドリッジ系 / Angelica-St.Simon 5.5x5.5=12.50%） | ミナミモアの血統（サンドリッジ系 / Angelica-St.Simon 5.5x5.5=12.50%） | ミナミモアの血統（サンドリッジ系 / Angelica-St.Simon 5.5x5.5=12.50%） | （血統表の出典） | （血統表の出典） |
| 父 *シアンモア Shian Mor 1924 黒鹿毛                                  | 父の父Buchan 1916 鹿毛                                                | Sunstar                                                               | Sundridge        | Sundridge        |
| 父 *シアンモア Shian Mor 1924 黒鹿毛                                  | 父の父Buchan 1916 鹿毛                                                | Sunstar                                                               | Doris            |                  |
| 父 *シアンモア Shian Mor 1924 黒鹿毛                                  | 父の父Buchan 1916 鹿毛                                                | Hamoaze                                                               | Torpoint         | Torpoint         |
| 父 *シアンモア Shian Mor 1924 黒鹿毛                                  | 父の父Buchan 1916 鹿毛                                                | Hamoaze                                                               | Maid of the Mist |                  |
| 父 *シアンモア Shian Mor 1924 黒鹿毛                                  | 父の母Orlass 1909 黒鹿毛                                              | Orby                                                                  | Orme             | Orme             |
| 父 *シアンモア Shian Mor 1924 黒鹿毛                                  | 父の母Orlass 1909 黒鹿毛                                              | Orby                                                                  | Rhoda B.         |                  |
| 父 *シアンモア Shian Mor 1924 黒鹿毛                                  | 父の母Orlass 1909 黒鹿毛                                              | Simon Lass                                                            | Simmontault      | Simmontault      |
| 父 *シアンモア Shian Mor 1924 黒鹿毛                                  | 父の母Orlass 1909 黒鹿毛                                              | Simon Lass                                                            | Kilkenny Lass    |                  |
| 母 アストラガル 1925 黒鹿毛                                           | 母の父*ガロン Gallon 1909 栗毛                                        | Gallinule                                                             | Isonomy          | Isonomy          |
| 母 アストラガル 1925 黒鹿毛                                           | 母の父*ガロン Gallon 1909 栗毛                                        | Gallinule                                                             | Moorhen          |                  |
| 母 アストラガル 1925 黒鹿毛                                           | 母の父*ガロン Gallon 1909 栗毛                                        | Flair                                                                 | St.Frusquin      | St.Frusquin      |
| 母 アストラガル 1925 黒鹿毛                                           | 母の父*ガロン Gallon 1909 栗毛                                        | Flair                                                                 | Glare            |                  |
| 母 アストラガル 1925 黒鹿毛                                           | 母の母第五アストニシメント 1913                                       | *インタグリオー                                                       | Childwick        | Childwick        |
| 母 アストラガル 1925 黒鹿毛                                           | 母の母第五アストニシメント 1913                                       | *インタグリオー                                                       | Cameo            |                  |
| 母 アストラガル 1925 黒鹿毛                                           | 母の母第五アストニシメント 1913                                       | *アストニシメント                                                     | Quickly Wise     | Quickly Wise     |
| 母 アストラガル 1925 黒鹿毛                                           | 母の母第五アストニシメント 1913                                       | *アストニシメント                                                     | Twirl F-No.7-c   |                  |

## 参考資料
- 『天皇賞史I』 （フジテレビ製作、ポニーキャニオン販売）：1995年